# Târlișua (gmina)
Târlișua – gmina w Rumunii, w okręgu Bistrița-Năsăud. Obejmuje miejscowości Agrieș, Agrieșel, Borleasa, Cireași, Lunca Sătească, Molișet, Oarzina, Răcăteșu, Șendroaia i Târlișua. W 2011 roku liczyła 3113 mieszkańców.